# Talk Dirty
Singles de Jason Derulo
The Other Side
(2013) Marry Me
(2013)
Singles par 2 Chainz
My Story
(2013) Used 2
(2013)
Talk Dirty est une chanson du chanteur américain Jason Derulo en collaboration avec le rappeur 2 Chainz, sorti le 2 août 2013 et extrait de son troisième album Tattoos sous le label Warner Bros. Records et Beluga Heights Records. Elle est une reprise du titre Hermetico du groupe israélien Balkan Beat Box sorti en 2007.

## Classement hebdomadaire
| Classement (2013-2014)             | Meilleure position |
| ---------------------------------- | ------------------ |
| Allemagne (Media Control AG)       | 1                  |
| Australie (ARIA)                   | 1                  |
| Belgique (Flandre Ultratop 50)     | 1                  |
| Belgique (Wallonie Ultratop 50)    | 3                  |
| Brésil (Hot 100)                   | 47                 |
| Brésil (Hot Pop Songs)             | 16                 |
| Canada (Hot 100)                   | 3                  |
| Danemark (Tracklisten)             | 7                  |
| Europe (Euro Digital Songs)        | 1                  |
| Écosse (OCC)                       | 1                  |
| États-Unis (Hot 100)               | 3                  |
| États-Unis (Adult Top 40)          | 22                 |
| États-Unis (Hot Dance Club Songs)  | 17                 |
| États-Unis (Hot R&B/Hip-Hop Songs) | 2                  |
| Espagne (Promusicae)               | 13                 |
| Finlande (Suomen virallinen lista) | 6                  |
| France (SNEP)                      | 3                  |
| (Digital Songs)                    | 2                  |
| Hongrie (Dance Top 40)             | 7                  |
| Hongrie (Rádiós Top 40)            | 8                  |
| Hongrie (Top 20)                   | 13                 |
| Irlande (IRMA)                     | 2                  |
| Italie (FIMI)                      | 12                 |
| Israël (Media Forest)              | 1                  |
| Nouvelle-Zélande (RMNZ)            | 2                  |
| Norvège (VG-lista)                 | 7                  |
| Pays-Bas (Nederlandse Top 40)      | 5                  |
| Pologne (ZPAV)                     | 11                 |
| Pologne (Dance Top 50)             | 21                 |
| Tchéquie (IFPI Rádio)              | 14                 |
| République tchèque (IFPI)          | 45                 |
| Roumanie (UPFR)                    | 3                  |
| Royaume-Uni (UK Singles Chart)     | 1                  |
| Royaume-Uni (UK R&B Chart)         | 1                  |
| Slovaquie (IFPI Rádio)             | 26                 |
| Suède (Sverigetopplistan)          | 5                  |
| Suisse (Schweizer Hitparade)       | 4                  |